# Kacorkés

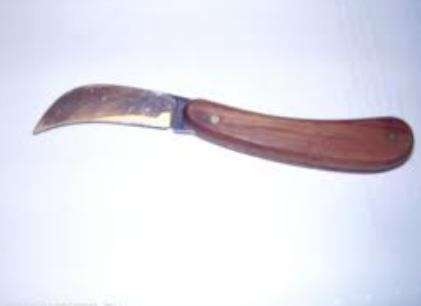
Kacorkés

A kacorkés (vagy egyszerűen kacor) egy kertészeti-szőlészeti-erdészeti kéziszerszám: enyhén ívelt, összecsukható, többfunkciós kés.

## Története
Már az ókorban ismert eszköz volt. Fennmaradt Silvanus isten szobra, amely egyik kezében kacort tart.

## Felhasználása
A kacorkést a kertészetben-szőlészetben főleg metszésre használják. Segítségével ki lehet vágni a gyümölcsfákon a beteg ághelyeket, és le lehet simítani a durva sebszéleket. Az erdőművelésben rőzsevágásra használják.